# 崔英徳
崔 英徳（チェ・ヨンドク、朝鮮語: 최영덕）は、朝鮮民主主義人民共和国の軍人、政治家。最高人民会議代議員。朝鮮労働党中央委員会委員、金日成政治大学政治部長などを歴任した。朝鮮人民軍における軍事称号（階級）は少将。平安北道干拓地建設連合企業所支配人という情報もあるが詳細は不明。

## 経歴
出生地や生年月日は不明である。朝鮮人民軍少将として金日成政治大学政治部長に任命される。1998年に最高人民会議第10期代議員に選出された。2003年に第12期代議員に、2009年3月8日に実施された最高人民会議第12期代議員選挙で代議員に再選された。2010年9月28日に開催された朝鮮労働党第3回党代表者会で朝鮮労働党中央委員会委員に選出された。2011年12月17日に金正日総書記が死去した際には、国家葬儀委員会委員に選ばれた。
2014年3月9日に実施された最高人民会議第13期代議員選挙で代議員に再選され、2016年5月9日に開催された朝鮮労働党第7次大会で朝鮮労働党中央委員会委員に選出された。
2019年3月10日に実施された最高人民会議第14期代議員選挙で代議員に再選されたが、2021年1月5日から開催された朝鮮労働党第8次大会で中央委員会委員から脱落した。